# Birthana
Birthana is een geslacht van vlinders van de familie Immidae.

## Soorten
- B. acribes (Durrant, 1916)
- B. aristopa (Meyrick, 1925)
- B. asmenopa (Meyrick, 1925)
- B. aurantiaca (Semper, 1899)
- B. basiflava Semper, 1899
- B. caelestis Meyrick, 1906
- B. cleis Felder, 1875
- B. consocia Walker, 1864
- B. loxopis Meyrick, 1909
- B. pulchella Schulze, 1910
- B. saturata (Walker, 1864)
- B. taiwana Heppner, 1990